# Il bambino d'inverno
Il bambino d'inverno (L'enfant de l'hiver) è un film del 1989 diretto da Olivier Assayas.

## Trama
Natalia, incinta di Stéphane, viene lasciata da questi per Sabine, scenografa teatrale. Anche Sabine è reduce da una storia d'amore finita con Bruno, un attore. Mentre Natalia cerca di suicidarsi e viene salvata da un'amica, Sabine si vede chiudere le porte del teatro dal direttore, che la informa che Bruno non vuole più vederla, dopo che lei, una notte si è presentata nella stanza da letto dell'ex amante, minacciandolo con un coltello. Passa del tempo. In tournée a Spoleto con uno spettacolo, Bruno rincontra Sabine. I due litigano, si baciano, fanno la pace. Ma durerà poco. Nel frattempo, Natalia, cui è morto il padre, trova in casa Stéphane abbracciato al figlio che ha voluto a tutti i costi vedere. Sabine vorrebbe tornare con Stéphane, ma questi non ne vuole sapere. La donna ha uno scontro anche con la moglie di Bruno. A una festa di fine d'anno, Stéphane e Natalia ritrovano la loro intesa: ridono, bevono, sono allegri. Tutto sotto gli occhi di Sabine che all'alba, si presenta davanti a Bruno e gli spara. Stéphane segue la donna nella neve...
Il piccolo di Natalia ha ora due anni: Stéphane gli viene presentato dalla madre come uno zio. Anche il bambino si chiama Stéphane: i due se ne vanno e Natalia piange.